# Jogos Asiáticos de 1978
Os Jogos Asiáticos de 1978 foram a oitava edição do evento multiesportivo realizado na Ásia a cada quatro anos. Os Jogos seriam organizados pelo Paquistão, que desistiu devido a conflitos com Bangladesh e Índia. Singapura, que substituiria o Paquistão, também desistiu, devido a problemas financeiros. Assim, o evento fora novamente transferido, agora realizado em Bangkok, na Tailândia, em caráter de urgência, devido a proximidade com a data de início das provas. Foi a terceira edição dos Jogos Asiáticos na cidade em doze anos. Seu logotipo, formado pelo sol vermelho das edições anteriores, teve no lugar dos anéis entrelaçados, dois desenhos, um de cada lado do sol central, em forma que lembram mãos ou asas.
Os Jogos Asiáticos de 1978 foram o estopim da secessão de Israel em relação às federações esportivas da Ásia. Impedidos de participar por causa da pressão dos países do Oriente Médio, Israel rompeu relações com as federações esportivas asiáticas, migrando todas as suas federações esportivas para a Europa (por essa causa, Israel é considerada como parte da Europa, esportivamente falando).

## Países participantes
Dezenove países participaram do evento:
| - China - Coreia do Norte - Coreia do Sul - Filipinas - Hong Kong - Índia - Indonésia - Japão - Kuwait - Iraque | - Líbano - Malásia - Birmânia - Mongólia - Paquistão - Singapura - Síria - Sri Lanka - Tailândia |

## Esportes
Vinte modalidades formaram o programa dos Jogos:
| - Atletismo - Badminton - Basquetebol - Boliche - Boxe - Ciclismo - Esgrima - Futebol - Ginástica - Hóquei | - Levantamento de peso - Lutas - Natação - Saltos ornamentais - Tênis - Tênis de mesa - Tiro - Tiro com arco - Vela - Voleibol |

## Quadro de medalhas
País sede destacado.
| Ordem | País            | Medalha de ouro | Medalha de prata | Medalha de bronze |     |
| ----- | --------------- | --------------- | ---------------- | ----------------- | --- |
| 1     | Japão           | 70              | 58               | 49                | 177 |
| 2     | China           | 51              | 55               | 45                | 151 |
| 3     | Coreia do Sul   | 18              | 20               | 31                | 69  |
| 4     | Coreia do Norte | 15              | 13               | 15                | 43  |
| 5     | Tailândia       | 11              | 11               | 20                | 42  |
| 6     | Índia           | 11              | 11               | 6                 | 28  |
| 7     | Indonésia       | 8               | 7                | 18                | 33  |
| 8     | Paquistão       | 4               | 4                | 9                 | 17  |
| 9     | Filipinas       | 4               | 4                | 6                 | 14  |
| 10    | Iraque          | 2               | 4                | 6                 | 12  |
| 11    | Malásia         | 2               | 1                | 4                 | 7   |
| 12    | Singapura       | 2               | 1                | 3                 | 6   |
| 13    | Mongólia        | 1               | 3                | 5                 | 9   |
| 14    | Líbano          | 1               | 1                |                   | 2   |
| 15    | Síria           | 1               |                  |                   | 1   |
| 16    | Myanmar         |                 | 3                | 3                 | 6   |
| 17    | Hong Kong       |                 | 2                | 3                 | 5   |
| 18    | Sri Lanka       |                 |                  | 2                 | 2   |
| 19    | Kuwait          |                 |                  | 1                 | 1   |
| TOTAL | TOTAL           | 201             | 198              | 226               | 625 |